# إبراهيم أميني
آية الله إبراهيم أميني (30 يونيو 1925 - 24 أبريل 2020) سياسي إيراني محافظ كان عضوًا في مجلس الخبراء.

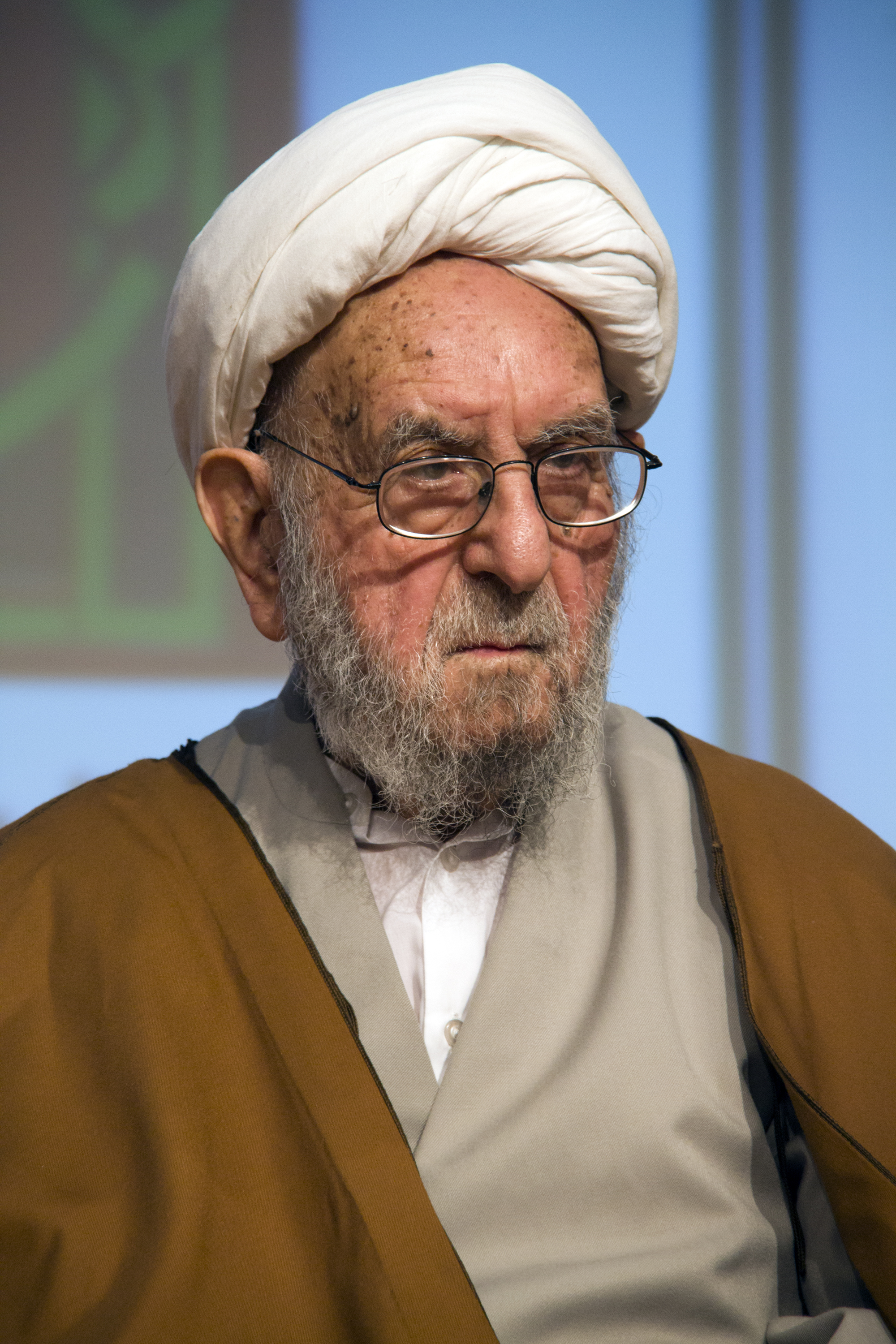
إبراهيم أميني

## أعماله
كان عضوًا في مجلس تشخيص مصلحة النظام، وتم تحديده سابقًا كمرشح محتمل ليصبح المرشد الأعلى الإيراني التالي. كان آية الله أميني فقيهاً ومؤيداً معتدلاً للإسلام الفقهي. كان عضوًا في مجلس مراجعة الدستور الثاني في عام 1989 وكان من مؤيدي المدة القصوى للحكم للمرشد الأعلى وهي عشر سنوات.
عُرف أميني بأنه منتقد لحكومة الرئيس السابق محمود أحمدي نجاد.

## وفاته
توفيت أميني في أبريل 2020 عن عمر يناهز 94 عامًا، في مستشفى شهيد بهشتي في قم.